# Greg Hubbard
Greg Hubbard (Wagga Wagga, 13 ottobre 1966) è un ex cestista australiano.

## Carriera
Con l'Australia ha disputato i Campionati mondiali del 1994.